# Dagmar Schipanski
Dagmar Schipanski, née Eichhorn le 3 septembre 1943 à Hörselberg-Hainich (Allemagne) et morte le 7 septembre 2022, est une universitaire et femme politique allemande membre de l'Union chrétienne-démocrate d'Allemagne (CDU).
Candidate malheureuse à l'élection présidentielle de 1999 face à Johannes Rau, elle est nommée peu après ministre de la Science du Land de Thuringe. En 2004, elle abandonne le gouvernement régional afin de devenir présidente du Landtag, un poste auquel elle renonce en 2009.

## Biographie
Dagmar Schipanski passe son Abitur en 1962, puis accomplit des études supérieures de physique appliquée à l'université technologique de Magdebourg, dont elle ressort cinq ans plus tard avec un diplôme d'ingénieur. Elle obtient alors un poste d'assistante à l'université technologique d'Ilmenau, et reçoit en 1976 un doctorat en électronique. Neuf ans plus tard, elle devient maître de conférences d'électronique à l'université technologique d'Ilmenau, et accède au rang de professeur des universités en 1990.
Elle est ensuite désignée doyenne de la faculté d'électronique et des technologies de l'information, puis rectrice de l'université en 1995. Elle renonce à ce poste en 1996 pour occuper, pendant deux ans, la présidence du Conseil scientifique (Wissenschaftsrat), un organisme de conseil du gouvernement fédéral et des Länder en matière de recherche et d'enseignement supérieur.
Mariée et protestante, elle est mère de deux enfants. L'un d'eux, Tankred Schipanski, est député au Bundestag entre 2009 et 2021.

### Carrière politique
Dagmar Schipanski fait son entrée dans la vie politique en 1999, lorsqu'elle est désignée candidate de la CDU/CSU à l'élection présidentielle du 23 mai, alors même qu'elle n'appartient à aucun des deux partis. Elle est défaite au second tour avec 572 voix contre 690 à Johannes Rau. Le 1er octobre suivant, elle est nommée ministre de la Science, de la Recherche et de la Culture de Thuringe par Bernhard Vogel.
Elle adhère à l'Union chrétienne-démocrate d'Allemagne (CDU) en 2000. Elle prend ensuite, de 2002 à 2004, la présidence de la conférence permanente des ministres de l'Éducation des Länder (KMK).
Élue députée aux élections de juin 2004, Dagmar Schipanski est investie présidente du Landtag de Thuringe, où la CDU dispose de la majorité absolue, le 8 juillet. Deux ans plus tard, elle est désignée membre de la présidence fédérale de la CDU. Elle ne se représente pas aux élections de 2009, et quitte donc la présidence du Landtag à l'ouverture de la nouvelle législature, le 29 septembre.